# Никитин, Владимир Николаевич (генерал)
Влади́мир Никола́евич Ники́тин (17 июля 1848 года — 21 мая 1922 года) — генерал от артиллерии (06.12.1910) русской императорской армии, герой русско-турецкой войны 1877-1878 гг. и русско-японской войны 1904-1905 гг.

## Карьера
Окончил Воронежский Михайловский кадетский корпус (1865) и Михайловское артиллерийское училище (1868), откуда был выпущен в 39-ю артиллерийскую бригаду.
В звании капитана принимал участие в русско-турецкой войне, в ходе которой неоднократно принимал участие в боях: находился при взятии Ардагана, отбитии вылазок турок из Карса, у Деве-Бойну огнём своих орудий заставил противника оставить позицию и решил окончательное завладение ею русской пехотой. Неоднократно награждён различными орденами.
В 1890 г. получил звание полковника. В 1895 году назначен командиром 7-го мортирного артиллерийского дивизиона, в 1899 году — 20-й артиллерийской бригадой.
В 1900 г. произведён в генерал-майоры. В 1904 году в качестве начальника артиллерии 3-го Сибирского армейского корпуса принимал участие в русско-японской войне. Оказался отрезанным от корпуса в Порт-Артуре, в ходе осады которого остался в распоряжении генерала Стесселя. После падения крепости отправился в японский плен.
После окончания войны командовал артиллерией 1-го армейского корпуса (1906—1908), затем всем корпусом. В 1910 году получил звание генерала от артиллерии.
Командовал Иркутским (1911—1912) и Одесским (1912—1914) военными округами.
После начала Первой мировой войны командовал 7-й армией (17 августа 1914 г. — 19 октября 1915 г.), сформированной по мобилизации из второочередных дивизий, выделенных из кадра четырёх пехотных дивизий Одесского военного округа. Первоначально армия занималась охраной Черноморского побережья, и на фронт вышла только осенью.
С 16 марта 1916 года по 9 апреля 1917 года — комендант Петропавловской крепости. После Октябрьской революции эмигрировал.

## Награды
Русско-турецкая война:
- Орден Святого Георгия 4-й степени (23.12.1878);
- Орден Святого Владимира 4-й степени с мечами и бантом (1877);
- Орден Святой Анны 2-й степени с мечами (1878);
- Орден Святого Станислава 2-й степени с мечами (1878);
- Золотое оружие с надписью "За храбрость" (23.06.1877).
- Орден Святого Владимира 3-й степени (1895);
- Орден Святого Станислава 1-й степени (1903).

Русско-японская война:
- Орден Святого Георгия 3-й степени (24.10.1904);
- Орден Святой Анны 1-й степени с мечами (26.11.1904);
- Орден Святого Владимира 2-й степени с мечами (04.01.1905);
- Орден Белого орла с мечами (22.05.1905).
- Орден Святого Александра Невского (06.12.1911);
- Бриллиантовые знаки к ордену Святого Александра Невского (06.12.1915).

## Семья
Дочь, Лидия Владимировна, была фрейлиной императорского двора. Сын Никитин, Борис Владимирович.